# مورلای کامارا
مورلای کامارا (انگلیسی: Morlaye Camara; ۱۹۳۳ – ۱۳ اوت ۲۰۱۸) بازیکن فوتبال اهل گینه بود.
وی همچنین در تیم ملی فوتبال گینه بازی کرده است.